# Melocactus macracanthos
Melocactus macracanthos ist eine Pflanzenart aus der Gattung Melocactus in der Familie der Kakteengewächse (Cactaceae). Das Artepitheton macracanthos leitet sich von den griechischen Worten makros für ‚groß‘ sowie akanthos für ‚Dorn‘ ab und verweist auf die langen Dornen der Art.

## Beschreibung
Melocactus macracanthos wächst mit hellgrünen oder trübgrünen, niedergedrückt kugelförmigen bis kugelförmigen Trieben, die bei Durchmessern von bis zu 30 Zentimetern Wuchshöhen von bis zu 25 Zentimeter erreichen. Es sind elf bis 15 (selten bis 20) mehr oder weniger gerade bis leicht gehöckerte Rippen vorhanden. Die Dornen sind gelblich bis bräunlich. Die vier ungleichen Mitteldornen – gelegentlich sind mehr vorhanden – sind kräftig und bis zu 7 Zentimeter lang. Die 3 bis 4,5 Zentimeter langen acht bis 17 Randdornen sind ausgebreit. Das aus reichlich braunen, kaum herausragenden Borsten bestehende Cephalium wird bis zu 24 Zentimeter hoch und weist Durchmesser von 13 Zentimeter auf. Es ist meist deutlich kleiner als der halbe Triebdurchmesser.
Die rosafarbenen Blüten sind 1,5 bis 2 Zentimeter lang und weisen Durchmesser von 0,7 bis 1,2 Zentimeter auf. Die glänzend roten, breit keulenförmigen Früchte sind 1,5 bis 2 Zentimeter lang.

## Verbreitung, Systematik und Gefährdung
Melocactus macracanthos ist auf Curaçao und benachbarten Inseln verbreitet.
Die Erstbeschreibung als Cactus macracanthos erfolgte 1820 durch Joseph zu Salm-Reifferscheidt-Dyck. Heinrich Friedrich Link und Christoph Friedrich Otto stellten die Art in die Gattung Melocactus.
In der Roten Liste gefährdeter Arten der IUCN wird die Art als „Least Concern (LC)“, d. h. als nicht gefährdet geführt.

## Nachweise